# Nemiszajewe
Nemiszajewe (ukr. Немішаєве) – osiedle typu miejskiego na Ukrainie, w obwodzie kijowskim, w rejonie buczańskim, siedziba hromady. W 2001 liczyło 6178 mieszkańców, spośród których 5752 wskazało jako ojczysty język ukraiński, 409 rosyjski, 7 białoruski, 1 gagauski, 1 polski, a 8 inny.